# 辛克萊島
64°55′S 63°53′W / 64.917°S 63.883°W
辛克萊島（英語：Sinclair Island）是南極洲的島嶼，處於里夫島東北面2.8公里，屬於威廉群島中沃沃曼斯群島的一部分，在1950年被繪入阿根廷地圖，現時由南極條約體系管理。